# Герб Юринского района
Герб муниципального образования «Юринский муниципальный район»  является официальным опознавательно-правовым знаком муниципального образования «Юринский муниципальный район» Республики Марий Эл, символом местного самоуправления и муниципального статуса.
Герб утверждён 10 декабря 2002 года Решением Собрания депутатов муниципального образования «Юринский муниципальный район».

## Описание герба
В зелёном поле серебряный зубчатый замок с двумя башнями с красными остроконечными крышами и открытыми воротами. Между башнями на крышах золотой щиток, на котором овальный зелёный лавровый венок, внутри которого поле красное, обрамленное золотой королевской короной, сопровождаемой внизу двумя серебряными кавалерскими крестами в столб. В оконечности щитка сложенные в скошенный крест пика и меч, сопровождаемый вверху положенной на бок гарлатной шакой, а внизу серебряным полумесяцем с ликом, рогами вверх. На щитке графская корона. Щиток держит два золотых льва: правый держит в поднятой лапе скипетр, а в пасти лавровую ветвь, левый — в поднятой лапе голубую с золотом державу, а в пасти масличную ветвь.
Оконечность поля: серебряно — синие волнистые полосы.

## Символика
Зелёное поле щита в геральдике символизирует надежду, свободу, изобилие, а также означает богатство лесными угодьями Юринской стороны.
Серебряные белые башни замка указывают на историческую, архитектурную достопримечательность поселка Юрино — входные ворота замка рода Шереметевых, являющегося как бы визитной карточкой района, Поэтому над башнями воспроизводится родовой герб графа Шереметева в сокращенной версии.
Серебро (белый цвет) в геральдике означает правдивость, невинность, чистоту. Открытые ворота — гостеприимство.
Волнистая оконечность указывает на расположение района на берегах реки Волги и её притока Ветлуги.